# 褚順
褚順（？—？），字子安，河南開封府祥符縣人，民籍，明朝政治人物。

## 生平
萬曆元年（1573年）癸酉科河南鄉試第六十四名，萬曆二年（1574年）甲戌科會試第一百七十四名，登三甲第二百零六名進士。授陕西渭南知縣，容貌端严，颇不可犯，外若闷闷，内实精明，且谙律例，善文词，一切爰书，无弗当上官意者。居三年，以忧归，礼除，補南宫县，征为御史。

## 家族
曾祖褚宏；祖父褚霖；父褚檉孫，曾任府通判。母陳氏。具慶下。